# 2023년 내슈빌 학교 총격 사건
2023년 내슈빌 학교 총격 사건에 대한 설명이다.
2023년 3월 27일, 테네시주 내슈빌 인근 그린힐스에 위치한 미국 장로교회 교구 초등학교인 커버넌트 스쿨에서 트랜스젠더 남성 에이든 헤일(28세, 본명: 오드리 엘리자베스 헤일, Audrey Elizabeth Hale)에게 총격 사건이 발생했다. 전 학교 학생이었던 그는 9세 아동 3명과 성인 3명을 살해한 후 내슈빌 경찰국(MNPD) 경찰관 2명의 총에 맞아 사망했다. 테네시주 역사상 가장 치명적인 총격 사건이다.

## 배경
커버넌트 스쿨은 내슈빌 인근 그린힐스에 위치한 사립 기독교 학교이다. 유아원부터 6학년까지의 학생들을 교육한다. 2001년 미국 장로교 소속 교회인 내쉬빌 언약 장로교회의 사역으로 설립되었다. 등록 학생 수는 약 200명이다.